# Guillaume Pô
Guillaume Pô, né le 5 septembre 1969, est un peintre et écrivain français.

## Biographie
Guillaume Pô travaille systématiquement sous contrainte, tant dans le domaine plastique que dans le domaine littéraire. Membre de l’Oupeinpo. Il est Régent du Collège de 'Pataphysique (chaire de Syntaxe) et Provéditeur des Exhibitions & Ostentations.

## Publications
- L’Ascension de l'Etna, éditions Cymbalum Pataphysicum, 1998
- Minuscules, L’Hexaèdre éditeur, 2006
- 70 jeux et des brouettes pour survivre à la rentrée, éditions Fleurus, 2008
- Plusieurs ouvrages d’activités pour la jeunesse, sous un pseudonyme anagrammatique[Lequel ?].[réf. nécessaire]
- Directeur de publication de la revue Spéculations[1].
- Plusieurs couvertures et illustrations d'ouvrages du Collège de 'Pataphysique.